# ボビー (映画)
『ボビー』（Bobby）は、2006年のアメリカ映画。ボビーの愛称で親しまれたロバート・F・ケネディが暗殺された日に、事件が起こったアンバサダーホテルに居合わせた人々を描いた群像劇。出演俳優は豪華な顔ぶれとなっている。監督は俳優としても活躍しているエミリオ・エステベス。
第63回ヴェネツィア国際映画祭のコンペティション部門に出品され、トロント国際映画祭でも上映された。第64回ゴールデングローブ賞では作品賞とオリジナル歌曲賞で候補になった。主題歌となる「Never Gonna Break My Faith」はブライアン・アダムス他が作詞・作曲を手掛け、アレサ・フランクリンとメアリー・J・ブライジが歌う豪華な顔合わせとなっている（なお、予告編で使われているのはブライアン・アダムスが歌うバージョンである）。

## ストーリー
1968年6月5日、ロサンゼルスのアンバサダーホテルでは民主党の大統領候補予備選挙運動中の上院議員ロバート・ケネディを迎える準備が進められていた。
ロビーでは長年ドアマンを務めた後に引退したジョンが友人のネルソンとチェスに興じている。厨房ではアフリカ系のシェフ、エドワードを中心に、メキシコ人のホセとミゲルらが人種差別に不満を抱きながらも真面目に働いている。料飲部のマネージャであるティモンズはその人種差別的な態度により支配人エヴァースからクビを言い渡される。そのエヴァースは電話交換係のアンジェラと不倫関係にあったが別れる。しかし、不倫の事実をティモンズに知られてしまう。エヴァースの妻ミリアムが美容師として働くホテル内の美容院にダイアンという若い女性が客としてやって来る。彼女はその夜ホテルで結婚式を挙げる予定だが、相手のウィリアムは恋人ではなく、彼が徴兵でベトナムに送られることを避けるための偽装結婚だった。ホテルのショーに出演している歌手ヴァージニアは夫でマネージャーのティムとホテルに滞在している。人気にかげりが見え、酒に溺れている彼女にティムは手を焼いている。そこに彼女のエージェントのフィルが次のラスベガスでの仕事を持って来る。ホテルのコーヒーショップではオハイオ州出身で女優志望のスーザンがウェイトレスとして働いている。彼女と親しい大学生のジミーとクーパーは、選挙運動にボランティアで参加しつつも、それを怠けてヤクの売人フィッシャーからLSDを貰い、フィッシャーの部屋で羽目を外す。選挙運動に多大な寄付をしている裕福なソーシャライトである熟年夫婦ジャックとサマンサは一見幸せそうに見えるが、夫ジャックには鬱病を患った過去があり、妻サマンサも情緒不安定な状態にある。選挙運動を取り仕切るウェイドとアフリカ系のスタッフであるドウェインは予備選の祝勝会の準備を進めていた。そんなウェイドにチェコスロバキアからやって来た女性記者レンカ・ヤナチェックはケネディにインタビューさせてくれと強く迫る。何度断っても諦めない彼女にウェイドはわずかの時間ならとインタビューを許可する。
祝勝会が始まる。冗談で「将来の運輸長官候補」として紹介され、壇上に立ったドウェインに、同じくアフリカ系の電話交換係であるパトリシアは惹かれ、2人の間には恋の予感が芽生える。ケネディの演説が始まり、その場にいた者たちは彼の言葉に耳を傾ける。演説が終わり、会場を出る近道として厨房を通る途中にケネディは暗殺者によって撃たれてしまう。そして、その場に居合わせたウィリアム、ジミー、クーパー、サマンサ、ティモンズが流れ弾に当たって大怪我を負う。彼らは一命を取り留めたものの、ケネディは翌朝病院で亡くなる。
映画の中でケネディを演じる役者の顔は一切映らず、代わりに当時のケネディの実写映像が使われている。

## キャスト
| 役名                     | 俳優                                 | 日本語吹替 |
| ------------------------ | ------------------------------------ | ---------- |
| ジョン・ケイシー         | アンソニー・ホプキンス               | 石田太郎   |
| ヴァージニア・ファロン   | デミ・ムーア                         | 勝生真沙子 |
| ミリアム・エバース       | シャロン・ストーン                   | 高島雅羅   |
| ウィリアム・エイバリー   | イライジャ・ウッド                   | 浪川大輔   |
| ダイアン                 | リンジー・ローハン                   | 木下紗華   |
| サマンサ                 | ヘレン・ハント                       | 深見梨加   |
| ティモンズ               | クリスチャン・スレーター             | 檀臣幸     |
| ポール・エバース         | ウィリアム・H・メイシー              | 納谷六朗   |
| アンジェラ               | ヘザー・グラハム                     | 宇乃音亜季 |
| エドワード・ロビンソン   | ローレンス・フィッシュバーン         | 乃村健次   |
| フィッシャー             | アシュトン・カッチャー               |            |
| ジャック・スティーブンス | マーティン・シーン                   | 谷口節     |
| ホセ                     | フレディ・ロドリゲス                 |            |
| ティム・ファロン         | エミリオ・エステベス                 |            |
| ネルソン                 | ハリー・ベラフォンテ                 | 藤本譲     |
| パトリシア               | ジョイ・ブライアント                 | 加納千秋   |
| ドウェイン               | ニック・キャノン                     |            |
| ジミー                   | ブライアン・ジェラティ               | 河野裕     |
| ウェイド・バックリー     | ジョシュア・ジャクソン               | 竹若拓磨   |
| フィル                   | デヴィッド・クラムホルツ             |            |
| クーパー                 | シャイア・ラブーフ                   | 林勇       |
| レンカ・ヤナチェック     | スヴェトラーナ・メトキナ             | 武田華     |
| ミゲル                   | ジェイコブ・バルガス                 |            |
| スーザン                 | メアリー・エリザベス・ウィンステッド | 林真里花   |

| 丸山壮史 | 藤井啓輔 | 原田晃 |
| 松岡大介 | 間宮康弘 |        |

## 主な挿入曲
- ザ・ミラクルズ 「トラックス・オブ・マイ・ティアーズ」
- ザ・ミラクルズ 「ミッキーズ・モンキー」
- スティーヴィー・ワンダー 「愛するあの娘に」
- サイモン&ガーファンクル 「サウンド・オブ・サイレンス」
- デミ・ムーア 「ルイ・ルイ」
- スプリームス 「カム・シー・アバウト・ミー」
- ヒュー・マセケラ 「グレイジング・イン・ザ・グラス」
- ロス・ブラボーズ 「ブラック・イズ・ブラック」
- ハーマンズ・ハーミッツ 「見つめあう恋」
- クリーム 「スプーンフル」
- ドノヴァン 「魔女の季節」
- ドノヴァン 「ハーディー・ガーディー・マン」
- ジャック・ジョーンズ 「素晴らしき恋人たち」
- アレサ・フランクリン 「ベイビー、アイ・ラヴ・ユー」
- ミリアム・マケバ 「パタ・パタ」